# A Broadway Saint
A Broadway Saint er en amerikansk stumfilm fra 1919 af Harry O. Hoyt.

## Medvirkende
- Montagu Love - Dick Vernon
- George Bunny - Uncle Galt
- Helen Weir - Mazie Chateaux
- Emile La Croix - Lackland
- Augusta Burmeister - Unger
- Emily Fitzroy - Martha Galt
- Annie Laurie Spence - Lucilla Galt
- Mrs. Stuart Robson - Chateaux
- Edward Arnold - Frewen
- Sally Crute
- Estelle Taylor